# Ізраїльський рейд на аеропорт Бейрута (1968)
Операція «Дар» (Тшура; івр. מבצע תשורה) — назва ізраїльського рейду на міжнародний аеропорт Бейрута (Ліван) ввечері 28 грудня 1968, проведеного у відповідь на терористичні акти палестинців проти ізраїльських літаків.

## Передумови
22 липня 1968 палестинські бойовики з «Народного фронту визволення Палестини» (НВФП) захопили літак авіакомпанії «Ель-Аль», що виконував рейс за маршрутом Рим — Тель-Авів, і змусили пілотів зробити посадку в м. Алжир. Після приземлення всі пасажири, крім 35 ізраїльтян, були звільнені. Надалі, уряд Ізраїлю був змушений виконати вимоги терористів і випустити з в'язниць їх соратників в обмін на життя 35 пасажирів і членів екіпажу. На наступний день були відпущені ізраїльські жінки і діти, проте залишилися 12 пасажирів-чоловіків і члени екіпажу, які вийшли на свободу тільки через місяць. Подія викликала занепокоєння у вищого військового і політичного керівництва Ізраїлю. За дорученням уряду офіцерами головного штабу ЦАХАЛ почалося розроблення відповідної операції.
26 грудня 1968 року бойовики НФВП обстріляли ізраїльський літак в аеропорту Афін, при цьому загинув один громадянин Ізраїлю. Після цього теракту план операції був скорегований, щоб знищити літаки арабських авіакомпаній в міжнародному аеропорту Бейрута та змусити, таким чином, уряд Лівану відмовитися від співпраці з НФВП (який розташовувалася на ліванській території).
До участі в операції були залучені підрозділи спеціального призначення «Саєрет Цанханім» і «Саєрет Маткал». Загін базувався на авіабазі Рамат-Давид, його командиром був призначений бригадний генерал Рафаель Ейтан. Згідно з планом, територія бейрутського аеропорту була розділена на три сектори, в кожному з яких повинен був діяти загін чисельністю 20-22 бійців щоб виявити та знищити арабські літаки, не допустивши пошкодження літаків інших авіакомпаній.
До операції також були залучені:
- 15 вертольотів (один «SA 341 Gazelle», шість транспортних SA 321 «Super Frelon» і вісім «Bell»);
- Шість бойових (2 штурмовика A-4 «Скайхок» і 4 винищувачі «Vautour II») і шість допоміжних літаків (4 «Nord» і 2 «Boeing»);
- 4 ракетних катера класу «Saar», 2 торпедних катери і кілька моторних десантних човнів (на випадок, якщо виникне необхідність евакуювати десантників).

## Рейд
Вертольоти «Super-Frelon» з ударною групою піднялися в повітря 28 грудня о 20 годині 37 хвилин. Приблизно через 40 хвилин вони досягли мети і почали висаджувати десант. З інших вертольотів була встановлена димова завіса і скинуті цвяхи на дорогу, що веде до аеропорту, щоб зупинити по ній рух. Крім того, з вертольотів кілька разів відкривався попереджувальний вогонь по машинах, які намагалися в'їхати на територію аеропорту.
На землі десант не зустрів жодної протидії і підірвав літаки, ідентифіковані як арабські. О 21 годині 47 хвилин почалася евакуація, яка зайняла приблизно 15 хвилин. Операція завершилася без єдиної жертви як з ізраїльської, так і з ліванської сторони.
В результаті рейду було знищено більше половини ліванського цивільного повітряного флоту — 13 пасажирських літаків, що належали ліванської авіакомпанії «Middle East Airlines» та лівійської «Айр-Лівія» (ще один замінований літак не вибухнув).
Крім того, десантниками були виведені з ладу пожежні машини аеропорту, вогнем з борта вертольота була пошкоджена вантажівка ліванської армії.

## Міжнародна реакція
Операція була засуджена Радою безпеки ООН.